# Fredrik Kiil
Fredrik Kiil, nato Fredrik Kristoffersen, (Narvik, 29 settembre 1921 – Oslo, 25 dicembre 2015), è stato un medico norvegese, noto per i suoi contributi nel campo dei reni artificiali sviluppandone uno utilizzato in tutto il mondo.

## Biografia
Figlio di Arne Kristoffersen e Marthea Kiil, Fredrik si laureò in Medicina ad Oslo nel 1948. Lo stesso anno si sposò con la dottoressa Ragnhild Valberg How. Nel 1958 discusse la tesi di dottorato sulla funzione dell'uretere con la dissertazione "La funzione dell'uretere e della pelvi renale". Dal 1962 al 1991 è stato professore e capo dell'Istituto di Ricerca Medica Sperimentale presso l'Ospedale Ullevål.
Negli anni Cinquanta l'emodialisi era ancora una tecnologia sperimentale. Il professor Carl Semb decise di fornire uno di questi apparati per l'ospedale di Ulleval, convincendo anche Kiil a farlo funzionare. La nuova macchina non funzionava bene, quindi Kiil sviluppò un nuovo modello basato sul "flusso parallelo". Fredrik Kiil ha sviluppato un rene artificiale che è stato utilizzato in tutto il mondo, un'invenzione che gli ha dato un grande nome internazionale. Come capo dell'Istituto per la Ricerca Sperimentale presso l'Ospedale Ullevål, ha sviluppato in particolare due importanti campi di ricerca: uno sulla funzione dei reni e il controllo della pressione sanguigna, e un altro sulla dinamica delle camere cardiache e il controllo del flusso sanguigno.
Nel 1962 Kiil divenne professore di Medicina e capo del Dipartimento di Ricerca Medica Sperimentale, posizione ricoperta fino al 1991.
Morì nel dicembre 2015.